# Wetzer-Welte Kirchenlexikon
Wetzer-Welte Kirchenlexikon – niemiecka encyklopedia katolicka. Zawiera informacje o katolickiej historii i teologii, a także biografie. Dzieło to opracowane zostało po raz pierwszy przez Heinricha Josepha Wetzera i Benedicta Welte. Pierwsze wydanie w 13 tomach zostało opublikowane w latach 1847–1860 przez wydawnictwo Verlag Herder.
Kolejna edycja, pod redakcją Josepha Hergenröthera i Franza Philipa Kaulena, z podtytułem Encylopädie der katholischen Theologie und ihrer Hülfswissenschaften, została opublikowana we Fryburgu w latach 1882–1903 roku. 
Na podstawie tego dzieła powstała polska Encyklopedia kościelna składająca się z 33 tomów opublikowanych w latach 1873–1933.